# Lithocarpus orbicularis
Lithocarpus orbicularis là một loài thực vật có hoa trong họ Cử. Loài này được Soepadmo mô tả khoa học đầu tiên năm 1970.